# Список министров финансов Германии
Данный список охватывает исторический период со времён кайзеровской Германии по настоящее время.

## Статс-секретари финансов кайзеровской Германии (1880—1918)
| Имя                         | Дата вступления в должность | Дата снятия с должности | Партия |
| --------------------------- | --------------------------- | ----------------------- | ------ |
| Адольф фон Шольц            | 1880                        | 1882                    | -      |
| Франц фон Бурхард           | 1882                        | 1886                    | -      |
| Карл Рудольф Якоби          | 1886                        | 1888                    | -      |
| Гельмут фон Мальцан         | 1888                        | 1893                    | -      |
| Артур фон Посадовский-Венер | 1893                        | 1897                    | СКП    |
| Макс фон Тильманн           | 1897                        | 1903                    | -      |
| Герман фон Штенгель         | 1903                        | 1908                    | -      |
| Рейнхольд Зюдов             | 1908                        | 1909                    | -      |
| Адольф Вермут               | 1909                        | 1912                    | -      |
| Герман Кюн                  | 1912                        | 1915                    | -      |
| Карл Гельферих              | 1915                        | 1916                    | -      |
| Зигфрид фон Рёдерн          | 1916                        | 1918                    | -      |

## Министры финансов Веймарской республики (1919—1933)
| Имя                 | Дата вступления в должность | Дата снятия с должности | Партия |
| ------------------- | --------------------------- | ----------------------- | ------ |
| Ойген Шиффер        | 13 февраля 1919             | 19 апреля 1919          | НДП    |
| Бернхард Дернбург   | 19 апреля 1919              | 20 июня 1919            | НДП    |
| Маттиас Эрцбергер   | 21 июня 1919                | 12 марта 1920           | Центр  |
| Йозеф Вирт          | 27 марта 1920               | 22 октября 1921         | Центр  |
| Андреас Гермес      | 26 октября 1921             | 13 августа 1923         | Центр  |
| Рудольф Гильфердинг | 13 августа 1923             | 1 октября 1923          | СДПГ   |
| Ганс Лютер          | 6 октября 1923              | 15 декабря 1924         | -      |
| Отто фон Шлибен     | 25 января 1925              | 26 октября 1925         | НННП   |
| Ганс Лютер          | 26 октября 1925             | 20 января 1926          | -      |
| Питер Рейнхольд     | 20 января 1926              | 29 января 1927          | НДП    |
| Генрих Кёлер        | 29 января 1927              | 29 июня 1928            | Центр  |
| Рудольф Гильфердинг | 29 июня 1928                | 21 декабря 1929         | СДПГ   |
| Пауль Мольденхауэр  | 23 декабря 1929             | 20 июня 1930            | ННП    |
| Генрих Брюнинг      | 20 июня 1930                | 26 июня 1930            | Центр  |
| Герман Дитрих       | 26 июня 1930                | 1 июня 1932             | НДП    |
| Людвиг фон Крозиг   | 2 июня 1932                 | 30 января 1933          | -      |

## Министр финансов Третьего рейха (1933—1945)
| Имя               | Дата вступления в должность | Дата снятия с должности | Партия |
| ----------------- | --------------------------- | ----------------------- | ------ |
| Людвиг фон Крозиг | 30 января 1933              | 23 мая 1945             | -      |

## Министры финансов Федеративной Республики Германия (1949—1990)
| Имя                  | Дата вступления в должность | Дата снятия с должности | Партия |
| -------------------- | --------------------------- | ----------------------- | ------ |
| Фриц Шеффер          | 20 сентября 1949            | 29 октября 1957         | ХСС    |
| Франц Этцель         | 29 октября 1957             | 14 ноября 1961          | ХДС    |
| Хайнц Штарке         | 14 ноября 1961              | 19 ноября 1962          | СвДП   |
| Рольф Дальгрун       | 13 декабря 1962             | 28 октября 1966         | СвДП   |
| Курт Шмюккер         | 28 октября 1966             | 30 ноября 1966          | ХДС    |
| Франц Йозеф Штраус   | 2 декабря 1966              | 20 октября 1969         | ХСС    |
| Александр Мёллер     | 22 октября 1969             | 13 мая 1971             | СДПГ   |
| Карл Шиллер          | 13 мая 1971                 | 7 июля 1972             | СДПГ   |
| Гельмут Шмидт        | 7 июля 1972                 | 15 мая 1974             | СДПГ   |
| Ханс Апель           | 16 июня 1974                | 15 февраля 1978         | СДПГ   |
| Ганс Маттхёфер       | 16 февраля 1978             | 28 апреля 1982          | СДПГ   |
| Манфред Ланштейн     | 28 апреля 1982              | 4 октября 1982          | СДПГ   |
| Герхард Штольтенберг | 4 октября 1982              | 21 апреля 1989          | ХДС    |
| Теодор Вайгель       | 21 апреля 1989              | 2 октября 1990          | ХСС    |

## Министры финансов Германской Демократической Республики (1949—1990)
| Имя             | Дата вступления в должность | Дата снятия с должности | Партия    |
| --------------- | --------------------------- | ----------------------- | --------- |
| Ганс Лох        | 11 октября 1949             | 26 ноября 1955          | ЛДПГ      |
| Вилли Румпф     | 26 ноября 1955              | 12 декабря 1966         | СЕПГ      |
| Зигфрид Бём     | 12 декабря 1966             | 5 мая 1980              | СЕПГ      |
| Вернер Шмидер   | 5 мая 1980                  | 26 июня 1981            | СЕПГ      |
| Эрнст Хёфнер    | 26 июня 1981                | 7 ноября 1989           | СЕПГ      |
| Ута Никкель     | 7 ноября 1989               | 12 апреля 1990          | СЕПГ      |
| Вальтер Ромберг | 12 апреля 1990              | 16 августа 1990         | СДП в ГДР |
| Вернер Сковрон  | 16 август 1990              | 2 октября 1990          | ХДС в ГДР |

## Министры финансов Федеративной Республики Германия (1990 — настоящее время)
| Имя              | Дата вступления в должность | Дата снятия с должности | Партия |
| ---------------- | --------------------------- | ----------------------- | ------ |
| Теодор Вайгель   | 2 октября 1990              | 27 октября 1998         | ХСС    |
| Оскар Лафонтен   | 27 октября 1998             | 18 марта 1999           | СДПГ   |
| Ганс Айхель      | 12 апреля 1999              | 22 ноября 2005          | СДПГ   |
| Пеер Штайнбрюк   | 22 ноября 2005              | 27 октября 2009         | СДПГ   |
| Вольфганг Шойбле | 28 октября 2009             | 24 октября 2017         | ХДС    |
| Олаф Шольц       | 14 марта 2018               | 8 декабря 2021          | СДПГ   |
| Кристиан Линднер | 8 декабря 2021              | 7 ноября 2024           | СвДП   |
| Йорг Кукис       | 7 ноября 2024               | в должности             | СДПГ   |